# Bezzałogowa misja kosmiczna

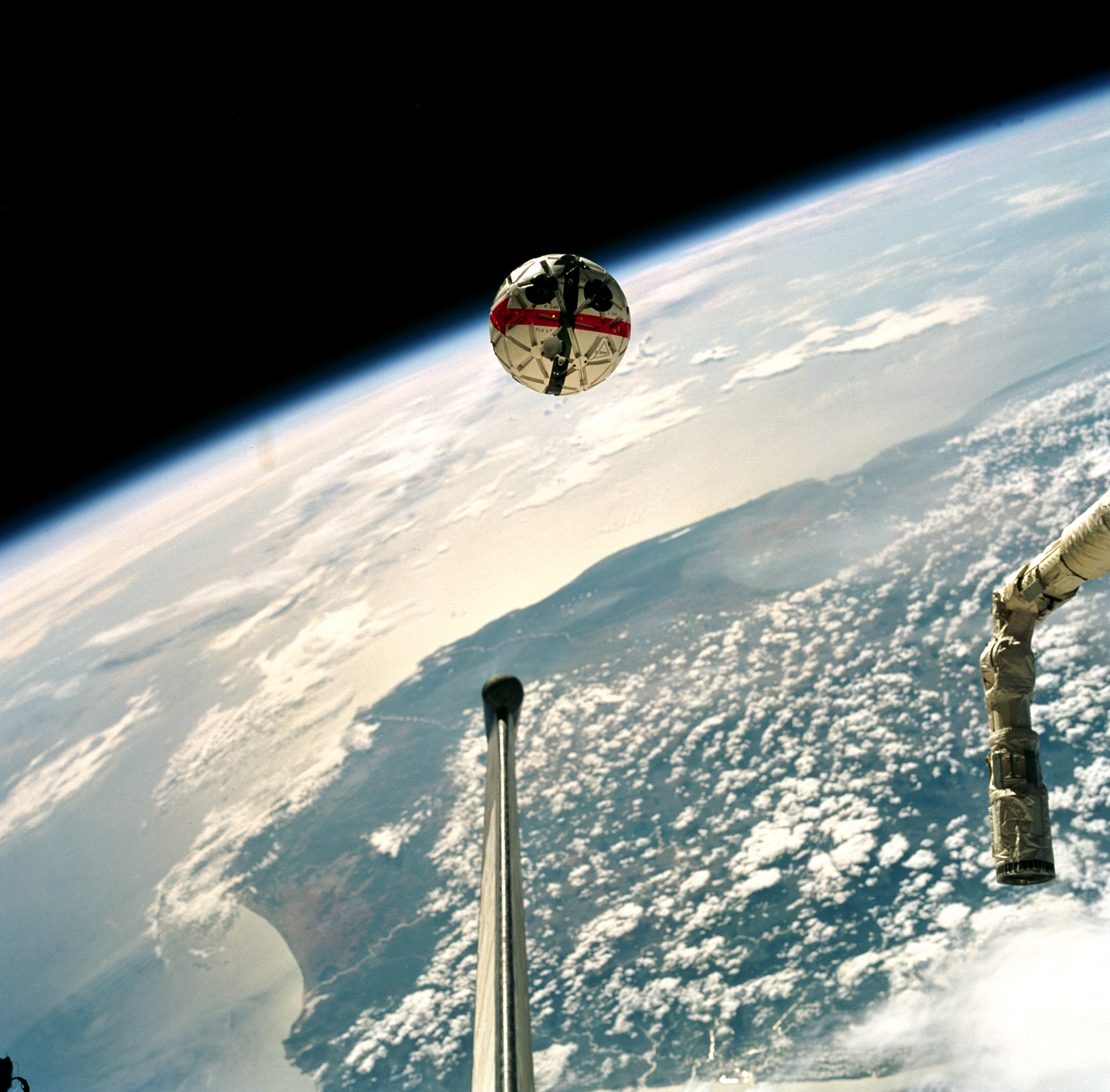
AERCam Sprint

Bezzałogowa misja kosmiczna – jest to misja kosmiczna przeprowadzana przez statek kosmiczny, na którym nie znajduje się załoga. Większość misji kosmicznych jest bardziej dostosowanych do operacji telerobotycznych niż załogowych, ze względu na niższe koszty i czynniki ryzyka. Ponadto niektóre miejsca, takie jak Wenus lub okolice Jowisza, są zbyt wrogie dla ludzkiego przetrwania, biorąc pod uwagę obecną technologię. Zewnętrzne planety, takie jak Saturn, Uran i Neptun, są zbyt odległe, by dotrzeć do nich przy obecnej technologii lotów kosmicznych, więc sondy telerobotyczne są jedynym sposobem na ich zbadanie.

## Historia
Pierwszy sztuczny satelita, Sputnik 1, został umieszczony na orbicie okołoziemskiej przez ZSRR 4 października 1957 roku.
W wyścigu z ZSRR Stany Zjednoczone wystrzeliły swojego pierwszego sztucznego satelitę, Explorera 1, który miał czujniki, potwierdzające istnienie pasów Van Allena, co było dużym odkryciem naukowym w tamtym czasie, podczas gdy Sputnik 1 nie miał żadnych czujników naukowych.
Dziewięć innych krajów z powodzeniem wystrzeliło satelity za pomocą własnych terminali startowych: Francja (1965), Japonia i Chiny (1970), Wielka Brytania (1971), Indie (1980), Izrael (1988), Iran (2009), Korea Północna (2012), Nowa Zelandia (2018).

## Konstrukcja
Statki kosmiczne muszą mieć szereg modułów odpowiadających za różne zadania:

### Telekomunikacja
Wyposażenie w podsystemie telekomunikacyjnym obejmują anteny radiowe, nadajniki i odbiorniki.  Mogą one służyć do komunikacji ze stacjami naziemnymi na Ziemi lub z innymi statkami kosmicznymi.

### Energia elektryczna
Energia elektryczna na statku kosmicznym pochodzi z ogniw fotowoltaicznych (słonecznych) lub z termoelektrycznego generatora radioizotopowego. Inne elementy podsystemu obejmują akumulatory do magazynowania energii i jej późniejszej dystrybucji.

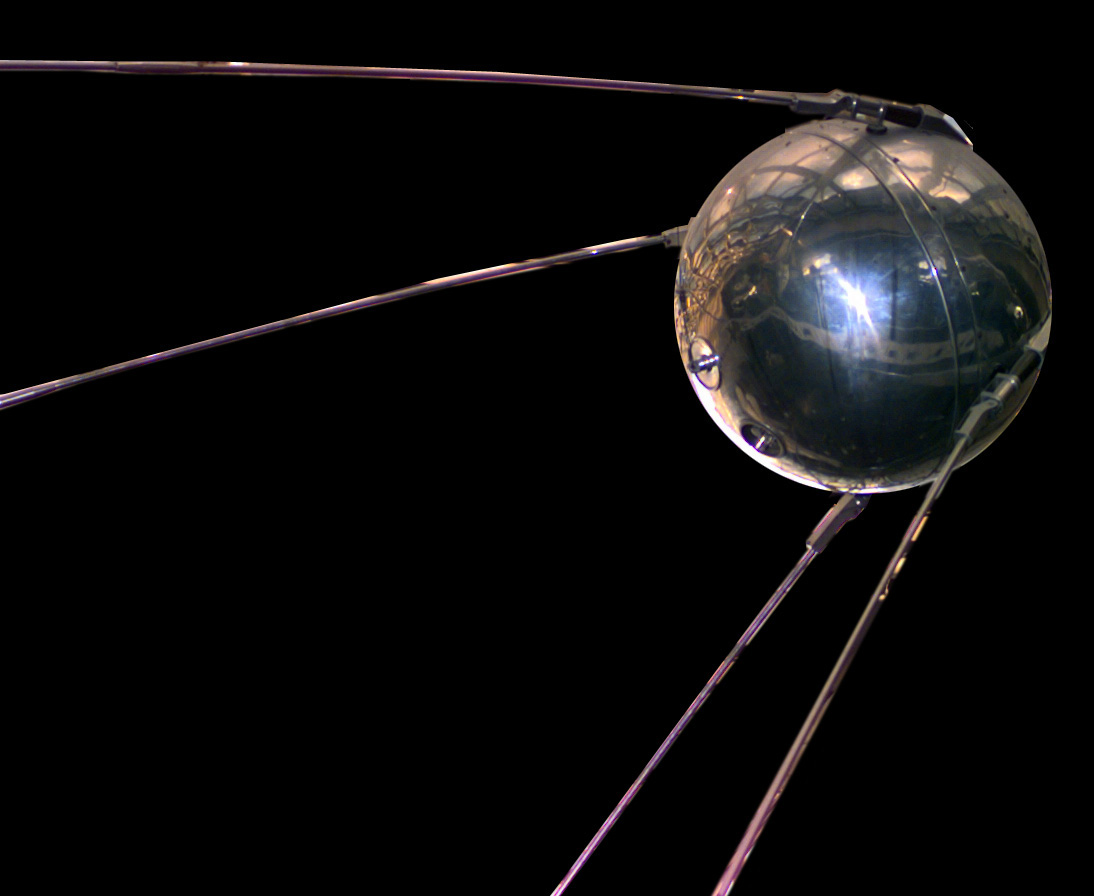
Replika Sputnika 1

### Kontrola temperatury i ochrona przed środowiskiem
Statki kosmiczne są często chronione przed wahaniami temperatury za pomocą izolacji. Niektóre statki kosmiczne wykorzystują lustra i osłony przeciwsłoneczne dla dodatkowej ochrony przed promieniowaniem słonecznym. Często potrzebują też osłony przed mikrometeorytami i szczątkami orbitalnymi.

### Napęd
Napęd pozwala statkowi kosmicznego podróżować w przestrzeni kosmicznej, wytwarzając siłę ciągu. Jednak nie ma jednego powszechnie stosowanego układu napędowego: napęd rakietowy, napęd jonowy itd. Każdy układ napędowy generuje ciąg w nieco inny sposób, przy czym każdy układ ma swoje zalety i wady. Jednak obecnie większość napędów statków kosmicznych opiera się na silnikach rakietowych. Ogólna idea silników rakietowych polega na tym, że kiedy utleniacz spotyka się ze źródłem paliwa, następuje wybuchowe uwalnianie energii i ciepła przy dużych prędkościach, co napędza statek kosmiczny do przodu.  Dzieje się tak z powodu jednej podstawowej zasady znanej jako trzecie prawo Newtona.

### Start i lądowanie
Komputer pokładowy statku kosmicznego zawiera algorytm transformacji obrazu, który pozwala natychmiastowo interpretować dane terenu i unikać zagrożeń terenu, które mogą utrudniać bezpieczne lądowanie oraz zwiększać dokładność lądowania w pożądanym miejscu z wykorzystaniem technik lokalizacji punktowej.  Zintegrowane wykrywanie uzupełnia te zadania, opierając się na wcześniej nagranych informacjach.

## Dragon SpaceX

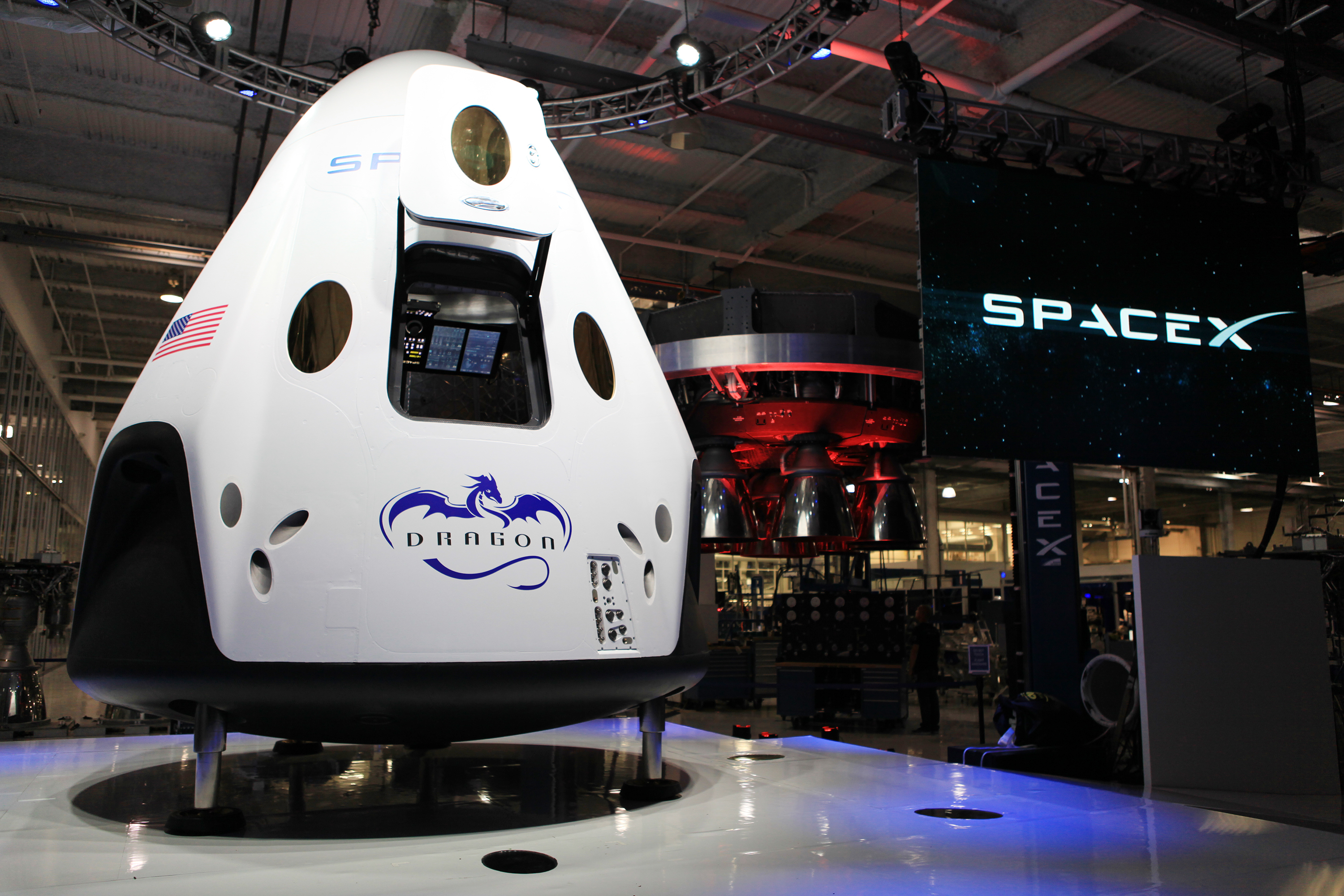
Najnowsza wersja pojazdu Dragon V2 (2014)

Przykładem w pełni zrobotyzowanego statku kosmicznego we współczesnym świecie jest Dragon SpaceX.  To autonomiczny statek kosmiczny zaprojektowany do wysyłania nie tylko ładunku na orbitę Ziemi, ale także ludzi. Całkowita wysokość Dragon SpaceX wynosi 7,2 m i 3,7 m.  Masa całkowita ładunku startowego wynosi 6000 kg.
W 2012 roku SpaceX Dragon przeszedł do historii, stając się pierwszym komercyjnym robotem kosmicznym, który dostarczył ładunki na Międzynarodową Stację Kosmiczną i bezpiecznie wrócił na Ziemię podczas tej samej podróży.